# Liliana Mammina
Rosalia Mammina, detta Liliana (3 gennaio 1958), è un'ex calciatrice italiana di ruolo ala sinistra.
Ha giocato in Serie A e vinto lo scudetto con la Jolly Catania; ha giocato anche con la ACF Juventus, segnando 16 reti nel 1976, e il Padova.
Nel 1981 sfuma il suo passaggio alla Libertas Nesima. Nel 1983 gioca in Serie D ai Cantieri Navali di Palermo; nel 1985-1986 e nel 1986-1987 è in Serie C e B all'Aquile Palermo.
Ha disputato 15 partite segnando 8 gol in nazionale italiana.

## Palmarès
- Campionato italiano: 1

Jolly Catania: 1978